# Los Angeles Film Critics Association Awards 1982
L'8ª edizione dei Los Angeles Film Critics Association Awards si è tenuta il 11 dicembre 1982, per onorare il lavoro nel mondo del cinema per l'anno 1982.

## Premi
Miglior film
- E.T. l'extra-terrestre (E.T. the Extra-Terrestrial), regia di Steven Spielberg

Miglior attore
- Ben Kingsley - Gandhi

Miglior attrice
- Meryl Streep - La scelta di Sophie (Sophie's Choice)

Miglior regista
- Steven Spielberg -  E.T. l'extra-terrestre (E.T. the Extra-Terrestrial)

Miglior attore non protagonista
- John Lithgow - Il mondo secondo Garp (The World According to Garp)

Miglior attrice non protagonista
- Glenn Close - Il mondo secondo Garp (The World According to Garp)

Miglior sceneggiatura
- Larry Gelbart e Murray Schisgal - Tootsie

Miglior fotografia
- Jordan Cronenweth – Blade Runner

Miglior colonna sonora
- James Horner e The BusBoys – 48 ore (48 Hrs.)

Miglior film in lingua straniera
- Interceptor - Il guerriero della strada (Mad Max 2), regia di George Miller  ·   Australia

Miglior film sperimentale/indipendente
- Wayne Wang – Chan Is Missing

New Generation Award
- Melissa Mathison

Career Achievement Award
- Robert Preston